# Bad Company (grupo de drum and bass)
Bad Company, Bad Company UK ou simplesmente BC é um projeto dos produtores ingleses de drum and bass Jason Maldini (Maldini), Michael Wojcicki (Vegas), Dan Stein (DJ Fresh) e Darren White (DBridge) .

## História
O grupo foi formado em 1998 das cinzas dos projetos Future Forces Inc e Absolute Zero, do selo Renegade Hardware. Ao longo da carreira lançaram inúmeros singles, EP, além de quatro álbuns e uma coletânea. Se tornaram especialmente conhecidos pelo single "The Nine" / "The Bridge".
Os artistas pararam de publicar sob o nome Bad Company em meados de 2005, apesar de continuarem ativos nas cenas musicais.
Bad Company anunciou seu retorno no início de 2016, lançando o single "Equilibrium" logo na sequência, um remix do The Prodigy "The Day Is My Enemy", e "Nomad" no final do ano. Em 2018 lançavam seu primeiro álbum em 16 anos: "Ice Station Zero", pela Ram Recordings.

## Discografia

### Álbuns
- Inside the Machine (2000)
- Digital Nation (2000)
- Shot Down on Safari (2002)
- Ice Station Zero (2018)

### Coletânea
- Book Of The Bad (2001)